# Mámmal
Mámmal (en kvène :  Maamela) est une île norvégienne appartenant à la commune de Porsanger du comté de Finnmark. Elle est étendue sur 1,29 km2.
Mámmal est située dans le Porsangerfjorden dont elle est l'une des nombreuses îles. 